# La Marea
La Marea ist eines von 24 Parroquias Ort in der Gemeinde Piloña der autonomen Region Asturien in Spanien.
Die 55 Einwohner (2011) leben in 7 Dörfern auf einer Fläche von 2,22 km2. Infiesta, die Verwaltungshauptstadt der Gemeinde ist 13 km entfernt.

## Dörfer und Weiler in der Parroquia
- Fresnedal – 16 Einwohner 2011
- La Marea – 10 Einwohner 2011 43° 16′ 26″ N, 5° 25′ 17″ W
- La Comba – 5 Einwohner 2011
- Los Cuetos – 4 Einwohner 2011
- Las Cuevas (Les Cueves) – 16 Einwohner 2011
- Puente Miera – 2 Einwohner 2011
- El Retorno – 2 Einwohner 2011